# Atac a Albalat
L'atac a Albalat fou un dels episodis de la Conquesta del Regne de València per Jaume el Conqueridor.

## Antecedents
Un cop aconseguida Borriana, l'objectiu principal de Jaume el Conqueridor va ser València, pressionant pel seu flanc sud.

## L'atac
Des de Borriana Jaume el Conqueridor va realitzar dues incursions cap a la línia del Xúquer, uns 100 quilòmetres cap al sud, segons el Llibre dels fets va ser per obtenir aliments i botí, obviant el sistema defensiu de Balànsiya, va arribar fins a Albalat de la Ribera, deu quilòmetres al nord d'Alzira. Se sospita que l'objectiu era aquesta plaça i així poder actuar sobre València tant des del nord com pel sud, ja que crida l'atenció que Jaume I es desplacés fins a un punt tan allunyat amb l'única missió d'aconseguir recursos per subsistir.

## Conseqüències
L'acció no va donar resultat i Jaume el Conqueridor va haver de tornar a Borriana.